# Мусін-Пушкін Олексій Іванович
Мусін-Пушкін Олексій Іванович (*27(16).03.1744—†13(01).02.1817) — російський державний діяч, історик, археограф, граф (з 1797). Член Петербурзької АН (з 1789). 
Обер-прокурор Святійшого Синоду (1791—95). Президент Академії мистецтв (1794—99). Збирав і досліджував пам'ятки давньої писемності, археології та історії, нумізматичні збірки. Брав участь у зачистці історичного матеріалу, вилученні старовинних літописів, грамот і книг з усіх монастирів і церков України з метою фальсифікації російської історії.
Виявив і ввів до наукового обігу першу відому тоді давньоруську монету — срібник великого князя київського Ярослава Мудрого. Ініціатор й один з укладачів анкети Найсвятішого Синоду щодо виявлення та опису стародавніх рукописів у церквах і монастирях. Відкрив Лаврентіївський літопис, список «Руської правди», «Повчання Володимира Мономаха», «Слово о полку Ігоревім», «Книгу Большому чертежу» (див. «Большому чертежу книга») та низку інших пам'яток XXII—XXVII ст., які дослідив і опублікував. Автор історичного дослідження про розташування Тмутороканського князівства (1794).
Слід зазначити, що під час війни 1812 року при пожежі в Москві був втрачений примірник тексту «Слова о полку Ігоревім», який слугував основою для опублікованого Мусіним-Пушкіним його варіанта. Тому дотепер серед науковців тривають дискусії щодо оригінального походження та автентичності цієї пам'ятки давньоруської літератури.
Помер у м. Санкт-Петербург.